# Regierung Klement Gottwald I
Die Regierung Klement Gottwald I, geführt durch den Ministerpräsidenten Klement Gottwald, war die erste Regierung der Tschechoslowakei unter einem kommunistischen Premier und im Amt vom 2. Juli 1946 bis zum 25. Februar 1948. Sie folgte der Regierung Zdeněk Fierlinger II und wurde ersetzt durch die Regierung Klement Gottwald II.

## Regierungsbildung, Programm
Der damalige Vorsitzende der Kommunistischen Partei der Tschechoslowakei (KSČ), Klement Gottwald, erhielt den Auftrag zu einer Regierungsbildung vom Präsidenten Edvard Beneš, nachdem die KSČ bei den Parlamentswahlen 1946 die stärkste Partei wurde.
Zu den Parlamentswahlen, deren Ausgestaltung bereits im Artikel I des Regierungsprogramms Kaschauer Programm, das auch von der Tschechoslowakischen Exilregierung in London verabschiedet wurde, festgelegt worden war, wurden nur Parteien zugelassen, die sich während der Zeit des Protektorats Böhmen und Mähren nicht kompromittiert hatten. Die Kandidaten dieser Parteien wurden dann auf einer Einheitsliste der Nationalen Front zusammengefasst, so dass keine Opposition entstehen konnte.
Die Regierung Klement Gottwald I folgte der Regierung Zdeněk Fierlinger II, 1948 wurde dann nach dem Februarumsturz die Regierung Klement Gottwald II etabliert.

## Regierungszusammensetzung
- Klement Gottwald – Ministerpräsident (2.7.1946 - 25.2.1948)
- Petr Zenkl – stellvertretender Ministerpräsident (2.7.1946 - 25.2.1948) – Rücktritt am 20.2.1948
- Jan Šrámek – stellvertretender Ministerpräsident (2.7.1946 - 25.2.1948) – Rücktritt am 20.2.1948
- Ján Ursíny – stellvertretender Ministerpräsident (2. 7. 1946 - ? 11. 1947)
- Štefan Kočvara – stellvertretender Ministerpräsident (24. 11. 1947 - 25. 2. 1948) – Rücktritt am 20.2.1948
- Zdeněk Fierlinger – stellvertretender Ministerpräsident (od – 25.11.1947)
- František Tymeš – stellvertretender Ministerpräsident (25.11.1947 - 25.2.1948)
- Viliam Široký – stellvertretender Ministerpräsident (2.7.1946 - 25.2.1948)
- Jan Masaryk – Außenminister (2.7.1946 - 25.2.1948)
- Ludvík Svoboda – Verteidigungsminister (2.7.1946 - 25.2.1948)
- Hubert Ripka – Außenhandelsminister (2.7.1946 - 25.2.1948) – Rücktritt am 20.2.1948
- Václav Nosek – Innenminister (2.7.1946 - 25.2.1948)
- Jaromír Dolanský – Finanzminister (2.7.1946 - 25.2.1948)
- Jaroslav Stránský – Bildungsminister (2.7.1946 - 25.2.1948) – Rücktritt am 20.2.1948
- Prokop Drtina – Justizminister (2.7.1946 - 25.2.1948) – Rücktritt am 20.2.1948
- Václav Kopecký – Informationsminister (2.7.1946 - 25.2.1948)
- Bohumil Laušman – Industrieminister (2.7.1946 - 25.11.1947)
- Ludmila Jankovcová – Industrieministerin (25.11.1947 - 25.2.1948)
- Július Ďuriš – Landwirtschaftsminister (2.7.1946 - 25.2.1948)
- Antonín Zmrhal – Binnenhandelminister (2.7.1946 - 3.12.1947)
- Alexej Čepička – Binnenhandelminister (3.12.1947 - 25.2.1948)
- Ivan Pietor – Verkehrsminister (2.7.1946 - 25.2.1948) – Rücktritt am 20.2.1948
- František Hála – Postminister (2.7.1946 - 25.2.1948) – Rücktritt am 20.2.1948
- Zdeněk Nejedlý – Arbeits- und Sozialminister (2.7.1946 - 25.2.1948)
- Adolf Procházka – Gesundheitsminister (2.7.1946 - 25.2.1948) – Rücktritt am 20.2.1948
- Václav Majer – Ernährungsminister (2.7.1946 - 25.2.1948)
- Alois Vošahlík – Technikminister (2.7.1946 - 8.8.1946)
- Jan Kopecký – Technikminister (28.8.1946 - 25.2.1948) – Rücktritt am 20.2.1948
- Mikuláš Franek – Minister für die Vereinheitlichung der Gesetze (18.7.1946 - 25.2.1948) – Rücktritt am 20.2.1948
- Alois Vošahlík – ohne Aufgabenbereich (18.7.1946 - 8.8.1946)
- Vladimír Clementis – Staatssekretär im Außenministerium (2.7.1946 - 25.2.1948)
- Ján Lichner – Staatssekretär im Verteidigungsministerium (2.7.1946 - 25.2.1948) – Rücktritt am 20.2.1948

Es kam zu folgenden Regierungsumbildungen:
- Am 3. Dezember 1947 wurde Binnenhandelsminister Antonín Zmrhal durch Alexej Čepička ersetzt
- Am 28. August 1946 wurde der verstorbene Technikminister Alois Vošahlík durch Jan Kopecký ersetzt.
- Am 25. November 1947 wurden Ján Ursíny, Zdeněk Fierlinger und Bohumil Laušman von ihren Funktionen entbunden.

Das wichtigste Ereignis war jedoch der Rücktritt mehrerer Regierungsmitglieder am 20. Februar 1948 aus Protest gegen die Linie des Premiers. Es traten folgende Minister zurück: Prokop Drtina, Mikuláš Franek, František Hála, Štefan Kočvara, Jan Kopecký, Ján Lichner, Ivan Pietor, Adolf Procházka, Hubert Ripka, Jaroslav Stránský, Jan Šrámek, Petr Zenkl. Die folgende große Regierungsumbildung ging in die Geschichte des Landes als der Februarumsturz ein, also die Machtübernahme durch die Kommunistische Partei.

### Parteizugehörigkeit
Die Regierung Gottwald I bestand aus Mitgliedern folgender Parteien:
- Kommunisten (KSČ): 9 Regierungsmitglieder (davon 3 slowakische – KSS)
- Volkssozialisten (ČSNS): 4 Regierungsmitglieder
- slowakische Demokraten (DS): 4 Regierungsmitglieder
- Volkspartei (ČSL): 4 Regierungsmitglieder
- Sozialdemokraten (ČSSD): 3 Regierungsmitglieder
- 2 Parteilose